# Under the Sign of the Black Mark
 Under the Sign of the Black Mark  is het derde studioalbum van de Zweedse band Bathory. Het album werd door zanger/gitarist Quorthon opgenomen met tijdelijke drummer Paul Pålle Lundberg. Quorthon nam op het album ook de baspartijen voor zijn rekening. ‘Under The Sign Of The Black Mark’ wordt beschouwd als een van de belangrijkste albums (trendsettend) in het black metal genre.
Nummers als ‘Call from the Grave’ en ‘Enter the Eternal Fire’ waren een voorbode van de stijl die Bathory later zou gaan perfectioneren tot de vikingmetal.

## nummers
1. "Nocturnal Obeisance (Intro)" – 1:28
2. "Massacre" – 2:38
3. "Woman of Dark Desires" – 4:06
4. "Call from the Grave" – 4:35
5. "Equimanthorn" – 3:41
6. "Enter the Eternal Fire" – 6:57
7. "Chariots of Fire" – 2:46
8. "13 Candles" – 5:17
9. "Of Doom" – 3:44
10. "(Outro)" – 0:25

## Line-Up
- Quorthon - Gitaar, zang, bas
- Paul Pålle Lundberg - drums